# Aguas continentales

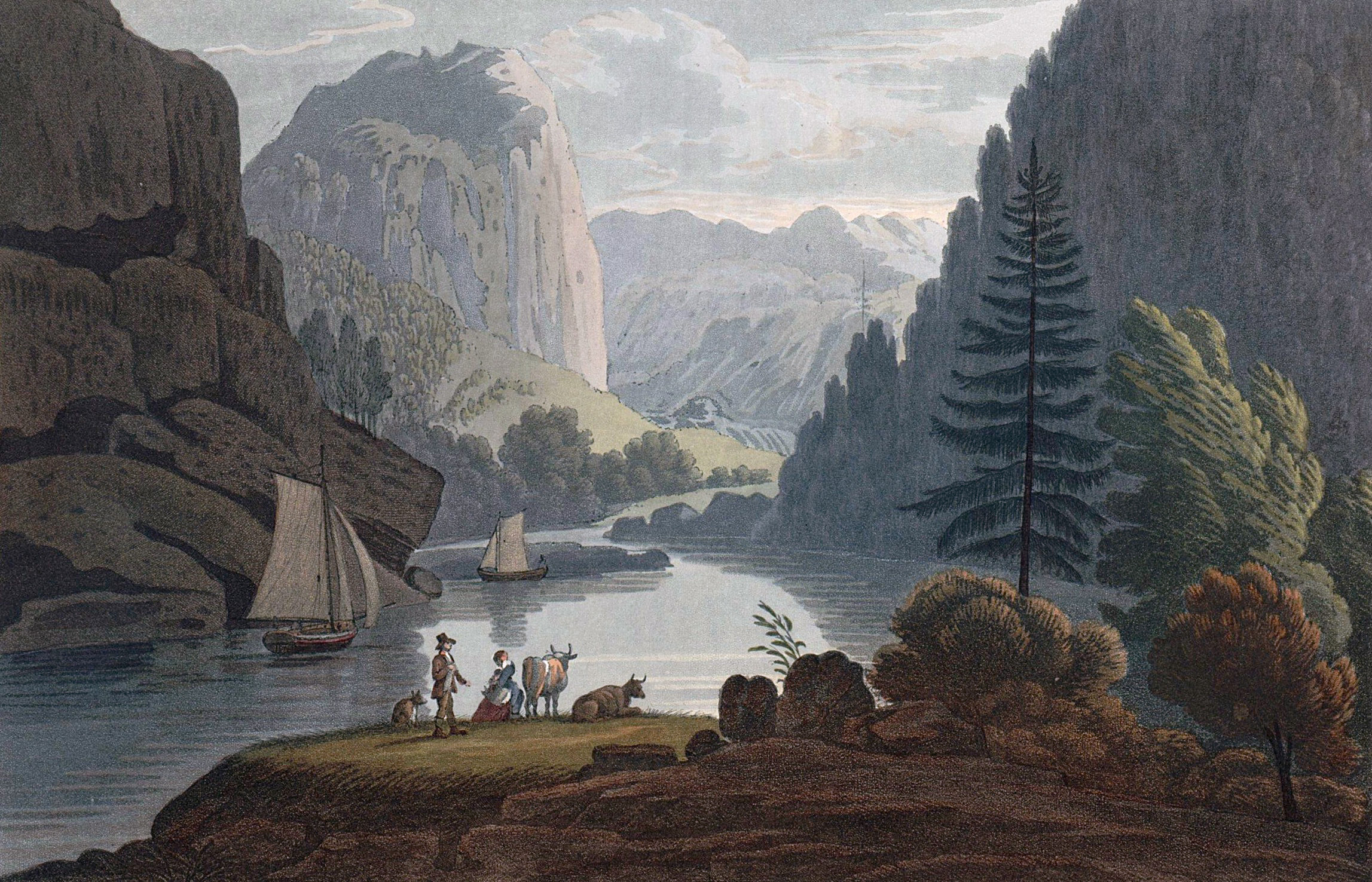
Lago Lenongen en Noruega, ejemplo de aguas continentales.

Las aguas continentales son cuerpos de agua dulce permanentes que se encuentran sobre o debajo de la superficie de la Tierra alejados de las zonas costeras (excepto por las desembocaduras de los ríos y otras corrientes de agua). Son zonas cuyas propiedades y usos están dominados por los acontecimientos de condiciones de inundación, ya sean permanentes, estacionales o intermitentes.
Algunas aguas continentales son ríos, lagos, llanuras de inundación, embalses, humedales y sistemas salinos del interior del país.

## Tipos de aguas continentales
Existen dos tipos de aguas continentales: las superficiales y las subterráneas.

### Aguas terrestres
El uso principal de estos cursos de agua tiene que ver con el riego, el consumo humano, la hidroelectricidad o los usos recreativos. Si ocupan una gran extensión reciben el nombre de mares interiores, además de que se distinguen entre lagos de agua dulce o lagos salados (con una concentración de sales superior al 5 %). Asimismo dependiendo del sistema de alimentación del lago, se clasifican en lagos de régimen pluvial, su agua proviene de las lluvias; nival, su fuente proviene de la fundición de la nieve; pluvionival, al alimentarse tanto de precipitaciones como de la nieve; fluvial, proviene de un río; glaciar, al venir de un glaciar y freático, al formarse cuando aumenta el [nivel freático] de la zona en la que se encuentren situados, es decir, el nivel de aguas subterráneas. Pero la clasificación más común es la que se hace atendiendo a su origen, distinguiendo entre:
- Lagos tectónicos, cuando de hallan en zonas de fracturas y hundimientos de la corteza terrestre como las originadas por fallas, plegamientos o movimientos de elevación o hundimiento terrestre (movimientos epirogénicos). Son los casos del mar Muerto, que está situado a 400 metros por debajo del nivel del mar Mediterráneo.

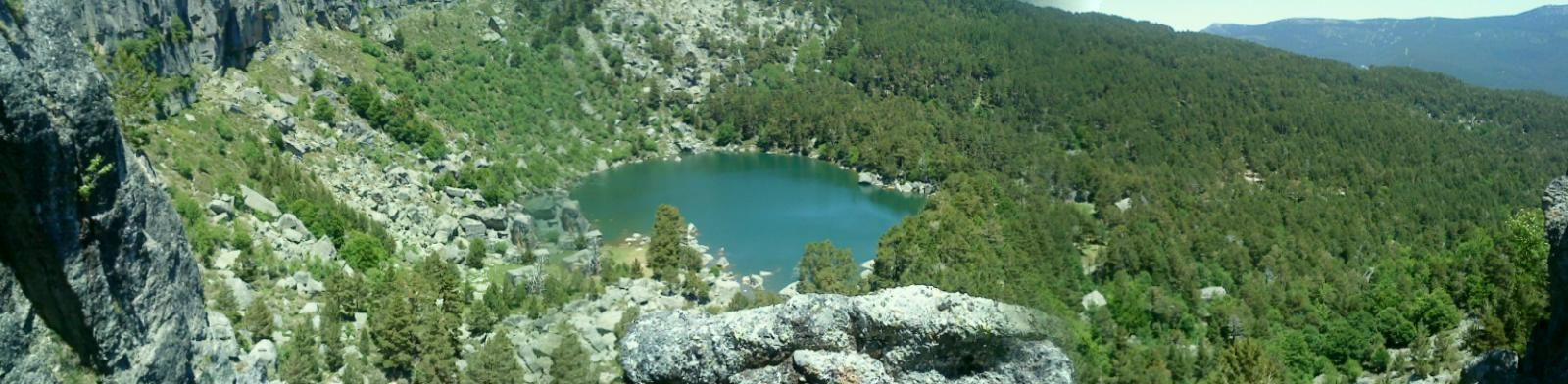
Laguna Negra (Soria), ejemplo de lago de barrera.

- Lagos de barrera o embalsados cuando se han originado al taponarse las corrientes de agua en un valle mediante morrenas glaciares, coladas volcánicas, desprendimientos de tierra, aludes o el arrastre de materiales por los afluentes; también pueden encontrarse ante una barrera artificial. Un ejemplo es la Laguna Negra en Soria.

- Lagos de erosión o glaciares, cuando las depresiones han sido excavadas por las grandes lenguas glaciares durante el ciclo erosivo del glaciar, es decir, mientras esté en movimiento al arrastrar el glaciar materiales constituyendo las morrenas, las cuales se depositan en el extremo frontal de la lengua glaciar y, por sobreexcavación, se forma una hondonada que da lugar a un lago. Son de forma alargada y de tamaño variable. Generalmente su forma se halla adaptada al valle erosionado por los glaciares. Los lagos de origen glaciar están ubicados en estas cubetas formadas por las morrenas, presentando una forma variada y permitiendo, en sus orillas, el establecimiento de una densa vegetación, principalmente de coníferas. Estos bosques de coníferas suelen ser aprovechados y explotados para obtener madera y fabricar papel. A este apartado pertenecen también los lagos de circo glaciar, por lo común pequeños y que suelen presentar un río de alimentación y otro emisor.

- Lagos cráteres, son los que ocupan las calderas volcánicas, resultado de la explosión del cráter de un volcán. Suelen ser muy reducidos, con paredes casi verticales y una superficie más o menos vertical. Un ejemplo es la Laguna de Posadilla (Ciudad Real).

- Lagos de cuencas endorreicas, es decir, que no desembocan al mar; son depresiones del terreno sin salida al mar. Sus aguas suelen ser saladas, por la evaporación de éstas y la progresiva concentración de sales a lo largo del tiempo, caso de la laguna de Gallocanta (Teruel).

- Lagos fluviales que surgen en valles muy llanos, apenas sin desagüe, cuando las grandes avenidas de los ríos inundan los márgenes.

- Lagos residuales, que son testimonio de antiguos mares lentamente desecados y, con frecuencia, de gran salinidad. Como por ejemplo el mar Caspio.

- Lagos cársticos, frecuentemente subterráneos, aparecen en las grietas y depresiones de las rocas calizas al producirse la erosión de este tipo de rocas por la acción del agua.

- Las albuferas son lagunas formadas por agua de las altas mareas en regiones de playas o costas bajas. Caso de la albufera de Adra o la de Doñana.

Los lagos suelen ser estructuras inestables que tienden a desaparecer. Se alimentan con los aportes de agua procedentes de precipitaciones atmosféricas o del agua aportada por uno o varios ríos o glaciares. Las pérdidas se deben básicamente al río emisario (río por el que desaguan) y a la evaporación, según su situación geográfica, es decir, si se encuentran en zonas donde hace mucho calor o la humedad es muy baja, o en otros casos, donde existen unos niveles de precipitaciones muy bajos que hacen tanto que el río que los sustentan lleve muy poco caudal de agua como que su alimentación a través de esta lluvia sea escasa.
En zonas desérticas los lagos son casi inexistentes, así, los chotts del Sahara sólo tienen agua después de una tempestad. Estos son lagos salinos que quedan estancados cuando llueve y desaparecen al instante quedando una capa de sal donde estaba anteriormente su cuenca. La desaparición de los lagos suele ser debida a dos causas principales: por la erosión de las barreras que retienen el agua y por colmatarse su cuenca de sedimentos.
Si el agua aportada anualmente al lago es igual a sus pérdidas, el lago se mantiene en equilibrio; pero cuando las pérdidas superan a los aportes, el lago va desapareciendo poco a poco.
Los lagos de pequeñas dimensiones se confunden con lagunas y los de mayor extensión reciben frecuentemente el nombre de mar.
Los lagos tienen una gran importancia en el ámbito ecológico, pues representan un ecosistema y en él se establece un equilibrio entre los seres vivos acuáticos y los vegetales.

#### Ríos

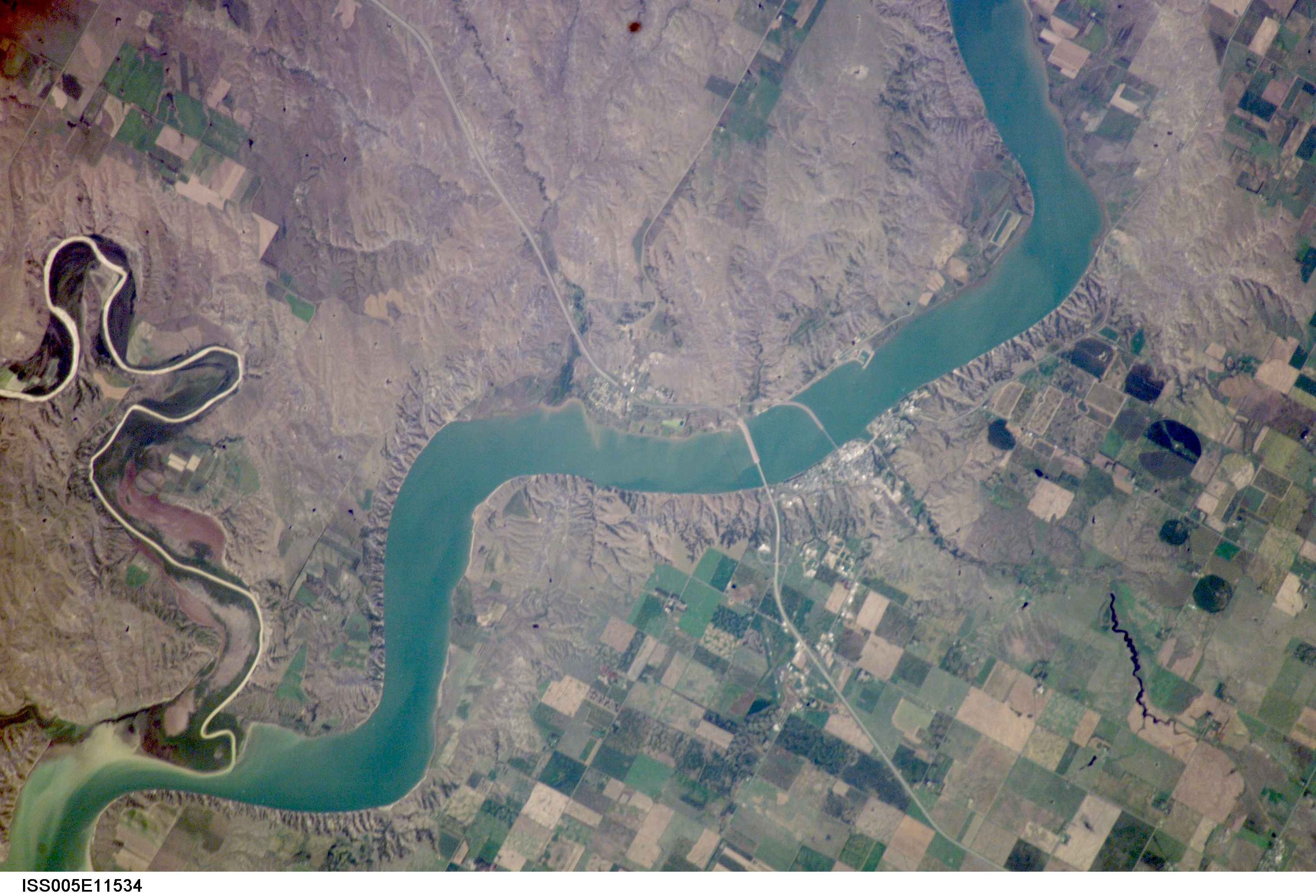
Imagen satelital de la desembocadura del río Blanco y el río Missouri en el estado de Dakota del Sur. EE. UU.

Los ríos son corrientes de agua que fluyen por un cauce desde tierras altas a tierras bajas y que finalmente vierten a un lago, a otro río o al mar, excepto en zonas desérticas, donde pueden desaparecer por consunción. En realidad no hay diferencias fundamentales entre torrentes y ríos, solamente su longitud y periodicidad.
Un río se caracteriza por su caudal y su régimen. Se puede distinguir también entre lecho menor (el estrecho canal ocupado por la corriente de agua) y lecho mayor (el cauce mayor ocupado por las crecidas). Según su origen se diferencian varios tipos de ríos:
- De origen glaciar, cuando sus aguas fluidas proceden de la fusión del hielo glaciar,
- De origen noval, resultante de la fusión de las nieves en primavera y en verano,
- De origen pluvial, formados por las lluvias principalmente de invierno.

El territorio regado por un río y sus afluentes se denomina cuenca hidrográfica. El conjunto de un río y todos sus afluentes se denomina sistema de drenaje, y la combinación de varios sistemas de drenaje formarán varios modelos de drenaje. El río es el agente principal de transporte en un ciclo fluvial.
Los ríos transportan materiales en disolución y residuos sólidos. Con estos materiales transportados, los ríos llevan a cabo en el terreno una erosión, que da origen a diferentes perfiles de valles fluviales. Como consecuencia de las acciones erosiva y depósito el lecho tiende a un perfil cóncavo. El curso alto del río tiene un gran poder erosivo (puede formar desfiladeros, hoces, gargantas...). El valle en corte transversal presenta forma de V. Cuando se producen desniveles en su cauce, forman cascadas o cataratas.
La principal acción del curso medio, de pendientes más suaves es la de acarreo aunque también la deposición de materiales groseros. En la desembocadura se encuentra bajo, ancho, y de poca pendiente, donde se depositan las arenas y limos, que pueden llegar a formar deltas.
Muchos ríos, por la escasa pendiente y la anchura de sus valles son navegables en el curso bajo ( Danubio, Volga, Amazonas).

#### Aguas polares
Las aguas polares son grandes masas de agua congelada ubicadas en los polos geográficos del planeta. Son regiones cubiertas de capas de hielo que crean los llamados casquetes polares, ubicados en el continente antártico y el océano Glacial Ártico, por lo general hay hielo marino en su superficie, especialmente durante los meses de invierno.

#### Glaciares

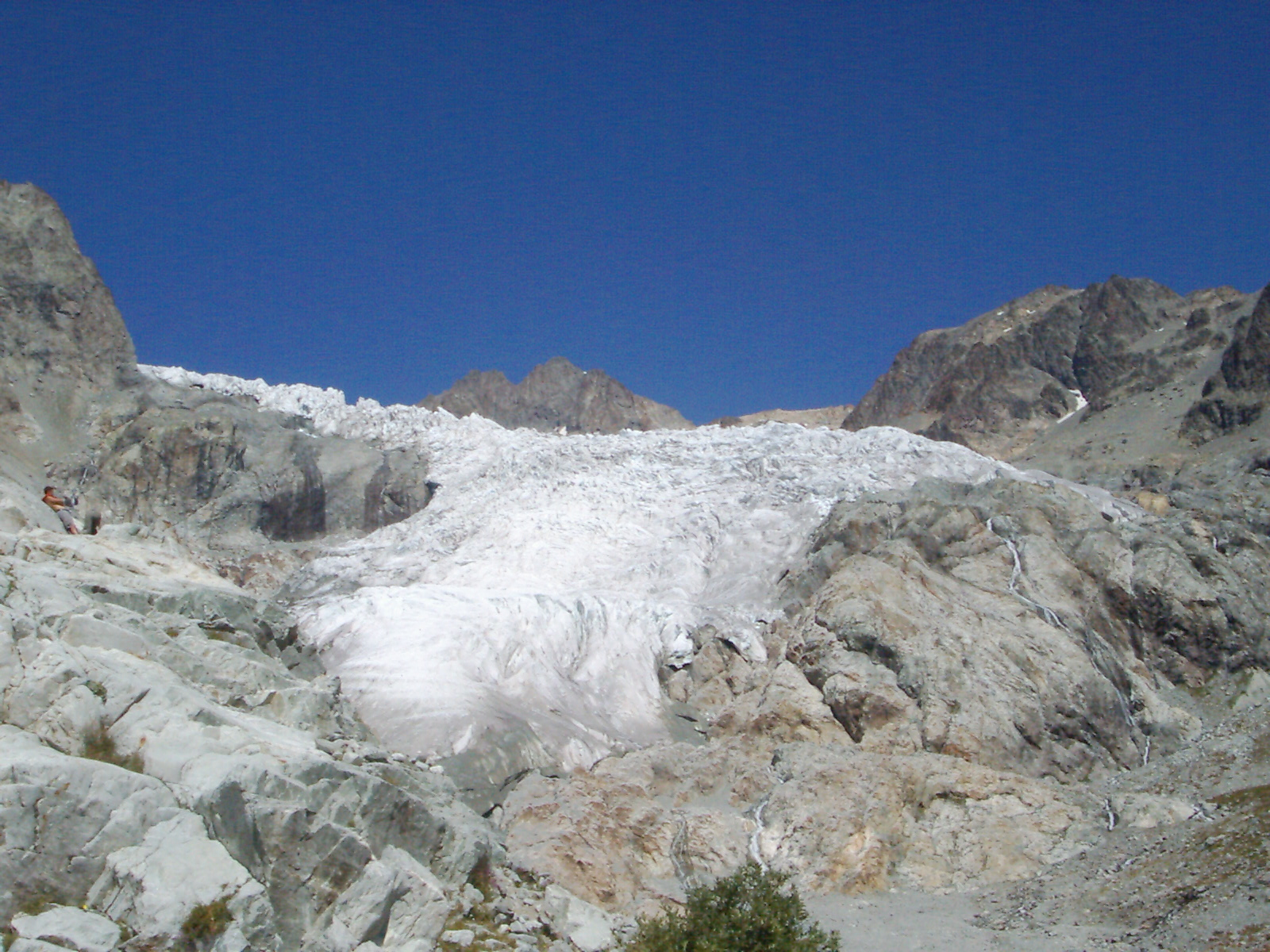
Glaciar Blanco. Parque nacional de Ecrins (Francia). En la imagen se aprecia el frente de la lengua del glaciar.

Los glaciares son grandes masas de hielo situadas sobre una superficie de terreno, que se desplazan lentamente en descenso a favor de la pendiente y a partir de una cuenca (circo glaciar). La condición de formación de un glaciar es la de que la cantidad de nieve caída durante un invierno exceda a la fundida durante el verano siguiente, constituyendo el nivel de las nieves persistentes, y si la nieve no funde nada el de las nieves perpetuas. De este modo cada año se va superponiendo una masa de nieve a la ya acumulada, y es su propio peso el que elimina las capas de aire que han quedado tras las sucesivas nevadas, y por fusión parcial y rehielo se congela de nuevo, uniéndose los cristales aislados, este hecho es lo que se llama re cristalización. Así se forma un agregado granular, llamado neviza. Por continuación del proceso, la neviza se transforma en hielo blanco a partir del que se origina el hielo glaciar, de color azulado. Al espesarse esta capa de hielo, comienza a desplazarse a favor de la pendiente convirtiéndose así en un glaciar activo. Los glaciares pueden fluir cuesta abajo o a lo ancho debido a su propio peso hasta desembocar en sistemas hídricos. Pueden derretirse, evaporarse o dar paso a la formación de icebergs.

Las lenguas glaciares varían según la pendiente, rugosidad y carga de hielo. Si alcanzan el mar se forman témpanos o icebergs, al fundirse con el contacto del agua de mar. El hielo tiene la propiedad de fluir como si se tratara de una materia plástica, y se adapta perfectamente al fondo y a las paredes del valle. La velocidad de la masa del hielo no es la misma en todas sus zonas, siendo mayor en la superficie y en el centro que en el fondo y los laterales, debido al rozamiento del hielo. La velocidad de descenso es muy variable, oscilando alrededor de unos 15 centímetros diarios.
En un glaciar se distingue tres partes: circo, lengua y valle glaciar. El circo glaciar es la zona rodeada de montañas situada en el nivel de las nieves perpetuas, presenta unas grietas llamadas rimayas entre la pared rocosa y el hielo del glaciar. La lengua del glaciar es la masa de hielo que discurre por el valle. Por efecto del movimiento, el hielo se fractura al rozar con el fondo del valle, lo que provoca la aparición de grietas transversales denominadas crevasses.
Los materiales que el glaciar arranca al bajar por el valle glaciar (cauce por el que se desliza el glaciar), transporta y deposita constituyen las morrenas. Existen morrenas laterales, que al confluir dos lenguas dan lugar a morrenas centrales; morrenas de fondo, conjunto de fragmentos arrancados del fondo y morrenas frontal, delante del glaciar, depósito de materiales al fundir el hielo. Los depósitos de materiales que dejan los glaciares se llaman tillitas y se distinguen por ser una mezcla de cantos angulosos, es decir, sin redondear debido a que los glaciares llevan su carga en suspensión y no pueden erosionar los materiales transportados, de todos los tamaños, composiciones y densidades.
En algunos glaciares, bajo la superficie del hielo, circula una intensa corriente de agua llamada arroyo subglaciar, que a veces puede arrastrar bloques de hielo.
Los valles afectados por los glaciares se ensanchan, y su perfil transversal adquiere la forma característica de U.
Existen diversos tipos de glaciares dependiendo de su localización latitudinal y respecto a la altura donde se localicen.
- Los glaciares de valle se localizan en zonas altas, independientemente de su localización latitudinal, son largos y estrechos, naciendo en las cabeceras de las cuencas donde se sitúan y circulando dentro de los valles de las cadenas montañosas. Consta de un circo y de una gran lengua glaciar, que llega hasta la zona de fusión del hielo. Están muy desarrollados en Alaska, Himalaya o Nueva Zelanda.

- Los glaciares de circo o colgado, típicos de cadenas montañosas de latitudes medias. Son glaciares de pequeñas dimensiones ocupando únicamente su propio circo, ya que por razones climatológicas, la lengua funde rápidamente sin llegar a formarse en realidad. Como ejemplo destacamos el glaciar del Aneto, de poco más de un kilómetro de extensión localizado en los Pirineos españoles.

- Los glaciares de pie de monte, o alaskiano, están formado por la conjunción de varios glaciares de valle, que forman una enorme superficie de hielo que al llegar al valle se expanden formando abanicos y quedando fuera del control del relieve. Ejemplos en Alaska o Chile.

- Glaciares escandinavos o de casquete, típicos de cadenas montañosas de latitudes medias, es decir situados en zonas un poco alejadas de las zonas polares, se localizan en superficies de terreno planas y limitadas por montañas elevadas. Estos glaciares llenan completamente sus valles.

- Glaciares alpinos, son pequeños glaciares de valle que están nutridos por una o más cuencas de circo y presentan una zona de descarga, Pueden unirse varios formando redes. Los mejores ejemplos los encontramos en los Alpes.

- Glaciares continentales o Indandsis, siendo éste un glaciar de casquete de grandes dimensiones con más de un kilómetro de espesor que cubría parte de los continentes europeo, americano y asiático durante la máxima extensión de los hielos pleistocenos. Actualmente, son propios de Groenlandia y la Antártida; el espesor medio del hielo es de dos kilómetros. A veces sobresalen picos rocosos por encima de la superficie de hielo, que corresponden a las cimas de montañas y se conocen con el nombre de nunataks.

- Glaciares marinos, son los glaciares que se forman al congelarse el agua marina. En su formación, hay una primera fase de formación de cristales, luego se unen formando una capa delgada llamada pancake-ice, la cual va creciendo en espesor y se cementa formándose los hielos marinos o packs.

### Aguas subterráneas
La hidrogeología es la ciencia que se ocupa del estudio de las aguas subterráneas.
Del total de agua de precipitación, una parte circula por la superficie, otra se evapora y otra se infiltra para formar las aguas subterráneas. Para que el agua de infiltración pueda penetrar en las rocas y circular por ellas, es necesario que éstas sean porosas y que los poros se comuniquen entre sí o estén fracturadas, fisuradas o trituradas. La permeabilidad de una roca es su capacidad para transmitir los fluidos. Por ejemplo: la arcilla puede tener una porosidad tan elevada como la arena, pero su permeabilidad es casi nula, ya que los huecos no están conectados.
En relación con la conducta de las aguas subterráneas, se distinguen dos clases de rocas, permeables e impermeables. Las permeables permiten el paso de agua, como las gravas, arenas, areniscas, calizas diaclasadas y rocas fisuradas. Las rocas impermeables son las margas, pizarras, y arcillas, que no dejan pasar el agua.
Del volumen de agua que cae sobre las áreas emergidas, una parte, retornará a las masas de agua (océanos, lagos) a través de los cauces superficiales(ríos), pudiéndose incorporarse a la atmósfera por evaporación. Otra parte se infiltrará en el subsuelo a través de los poros, grietas y fisuras. Una fracción será interceptada en la parte superficial del suelo, en la zona no saturada, por las plantas e incorporada a sus ciclos vitales, devolviendo parte a la atmósfera mediante mecanismos de evapotranspiración. El resto de agua seguirá su trayecto a través de aquellas formaciones geológicas que, cuando tienen capacidad de almacenar o transferir agua se denomina acuíferos. Todos los huecos de las formaciones quedarán rellenos de agua, encontrándonos en la llamada zona saturada.
Respecto a los tipos de acuíferos, la clasificación estaría formada por las de porosidad intergranular y las de porosidad asociada a fisuras o fracturas. Los de porosidad intergranular corresponden a las formaciones geológicas detríticas( arenas, gravas ); cuya porosidad y permeabilidad dependerá de las características de su textura.
Respecto al grupo de acuíferos por fracturación, englobaría a aquellas formaciones con capacidad de almacenar y transmitir agua a través de su red de fisuras. En el caso de las formaciones carbonatadas (caliza, dolomías), está red de fisuras se ampliaría por los fenómenos de disolución producidos por el paso del agua.

#### Las aguas subterráneas y el abastecimiento humano
La vida de la especie humana se ha desarrollado en torno al agua. Los establecimientos humanos siempre se han realizado en puntos con disponibilidad de este recurso. Se conocen casos de abastecimientos “de origen subterráneo” especialmente manantiales y fuentes. 
En una gran parte de los países, tanto desarrollados como los denominados Tercer mundo, dominan la procedencia subterránea de las aguas consumidas para abastecimiento. En las regiones áridas y semiáridas se entiende que las aguas subterráneas son la procedencia mayoritaria para consumo humano al no haber o ser insuficiente la disponibilidad de los almacenamientos o corrientes superficiales.

#### Las aguas subterráneas y la agricultura
Las ventajas del riego desde los acuíferos frente al procedente de cursos o almacenamientos superficiales pueden resumirse en los siguientes aspectos:
- Distribución geográfica: mientras que el agua superficial se presenta en espacios bien definidos (ríos, lagos, embalses) que ocupan áreas de escasa extensión, los acuíferos pueden presentarse bajo extensas regiones.

- Almacenamiento: los volúmenes de agua almacenados en los acuíferos son muy superiores a los que pueden regularse en la superficie. Esto supone una mayor regularidad de los caudales disponibles, al ser los acuíferos menos sensibles a las variaciones estacionales.

De estas ventajas deriva la mayor facilidad para realizar un desarrollo escalonado de la actividad agrícola, al no depender de las grandes y costosas infraestructuras de obras de regulación, transporte y distribución, necesarias en los regadíos con aguas superficiales. En países con abundante disposición de aguas superficiales como la Europa occidental, los porcentajes de abastecimientos con aguas subterráneas son del orden del 99 % en Dinamarca, 68 % en Italia, 76 % en Bélgica...
La explicación podemos encontrarla al analizar las principales ventajas del abastecimiento que van desde los acuíferos frente al de las aguas superficiales que se resumen en:
- Regularidad y seguridad de los caudales. La explotación de los almacenamientos subterráneos ofrecen mayor facilidad de regulación de los caudales necesarios, siendo menos sensible a los cambios estacionales, situaciones meteorológicas anómalas (sequías, inundaciones...).

- Calidad del agua. Las aguas de procedencia subterránea tienen, mejor calidad como agua de consumo que las superficiales. La mayor parte de las aguas embotelladas proceden de manantiales o captaciones subterráneas.

- Proximidad geográfica respecto a la demanda y competitividad económica. Gran parte de las aglomeraciones urbanas se ubican sobre o próximas a formaciones geológicas acuíferas.

#### Las aguas subterráneas y la industria
Es difícil cuantificar el orden de magnitud del consumo que esta actividad supone. La tendencia actual de desligar determinadas actividades industriales de las zonas residenciales, hace que sean cada vez más frecuente que estas industrias se abastezcan de agua subterránea como alternativa menos costosa.
No todo son ventajas en la explotación de las aguas subterráneas para el regadío, que pueden derivar en problemas de a veces compleja solución. Ejemplos de ello son la contaminación difusa por fertilizantes y productos fitosanitarios.

## Impacto sobre la hidrosfera
Actualmente, se considera como hidrosfera a las tres cuartas partes de la superficie terrestre ocupadas por agua en cualquiera de los tres estados, aunque como aguas continentales sólo se encuentre un 2.7% de ésta, en forma de glaciares, ríos, lagos, aguas subterráneas y una cantidad mínima en la atmósfera como vapor de agua.
Parte del agua está en constante movimiento y cambio de estado, de los océanos a los continentes y viceversa, este fenómeno es el ciclo hidrológico. Este proceso comienza con el calentamiento de las aguas por la energía recibida del sol, de esta manera una pequeña parte se evapora y pasa a la atmósfera, se condensa y forma las nubes. Éstas, al saturarse de vapor de agua, producen precipitaciones en forma de lluvia, nieve o granizo. Así el agua vuelve de nuevo a los continentes y posteriormente a mares y océanos.
El agua es un gran recurso natural, además de renovable; aunque puede tener buenas y malas consecuencias:
- La falta de precipitaciones no provoca daños materiales, pero sí puede llevar a crisis, por ejemplo económicas, sobre todo en la actividad agrícola y ganadera. En este fenómeno el ser humano prácticamente no puede influir, aparte de controlar el consumo de agua como recurso renovable que puede ser agotado.

- Por el contrario el exceso de precipitaciones sí puede ocasionar grandes daños materiales, generalmente ligados con las inundaciones, que pueden ser producidas por diversas causas:

- Las condiciones meteorológicas pueden provocar lluvias torrenciales y tormentas dejando índices de precipitaciones muy altas y concentradas, lo que conlleva a las avenidas de los ríos. Más concretamente en el Mediterráneo cada año suelo producirse una situación atmosférica gota fría, que consiste en precipitaciones muy intensas.

- Del deshielo, implicando la fusión de hielo y nieve de montañas puede provocar inundaciones.

- Hay otras causas como la rotura de diques naturales.

Además de los fenómenos naturales contribuyen factores de riesgo algunas actividades humanas que las provoca directamente:
- la deforestación y prácticas agrícolas inadecuadas, disminuye la permeabilidad del suelo y favorece la erosión. esto provoca una mayor corriente superficial arrastrando materiales y agravando las avenidas de los ríos.

- la construcción e impermeabilización de cauces aumenta la corriente superficial

- la rotura de presas provoca grandes avenidas que dan lugar a inundaciones.

- los escombros y diferentes tipos de residuos materiales pueden taponar cauces fluviales y desmoronarse en las crecidas.

- por último la ocupación de zonas de riego, es decir, el asentamiento humano en lugar donde se pueden provocar avenidas.

Las consecuencias más destacadas de las inundaciones son las pérdidas de vidas humanas. Las pérdidas económicas están relacionadas con la agricultura y ganadería. Para prevenir las inundaciones podemos tomar diversas medidas que pueden ser de dos tipos:
- En primer lugar medidas estructurales:

- La construcción de embalses de laminación, es decir, presas que regulen el caudal en las crecidas de los ríos.
- La construcción de diques paralelos al cauce del río, para contener el desbordamiento.
- La corrección y regulación de cauces, mediante limpiezas o ensanchamientos que permitan acoge un mayor caudal.

- En segundo lugar actividades de gestión y de ordenación del territorio:

- Se pueden reforestar y estabilizar las laderas, mediante prácticas de cultivo con especies adecuadas, el aterrazamiento de las laderas, instalando diques de contención en la base de las vertientes...
- El ordenamiento del territorio basado en mapas de riesgo, que restrinja el uso de las zonas inundables.
- Analizado planes de emergencia para protección civil, encaminados a reducir los efectos de las situaciones de catástrofe para las personas, los bienes y los servicios.
- Y otras como implantar un sistema de seguros o instalar redes de alarma, para minimizar los daños en caso de que ocurra una inundación; normativas de evacuación, medidas de información y difusión pública sobre el riesgo existente.

## Contaminación de las aguas continentales

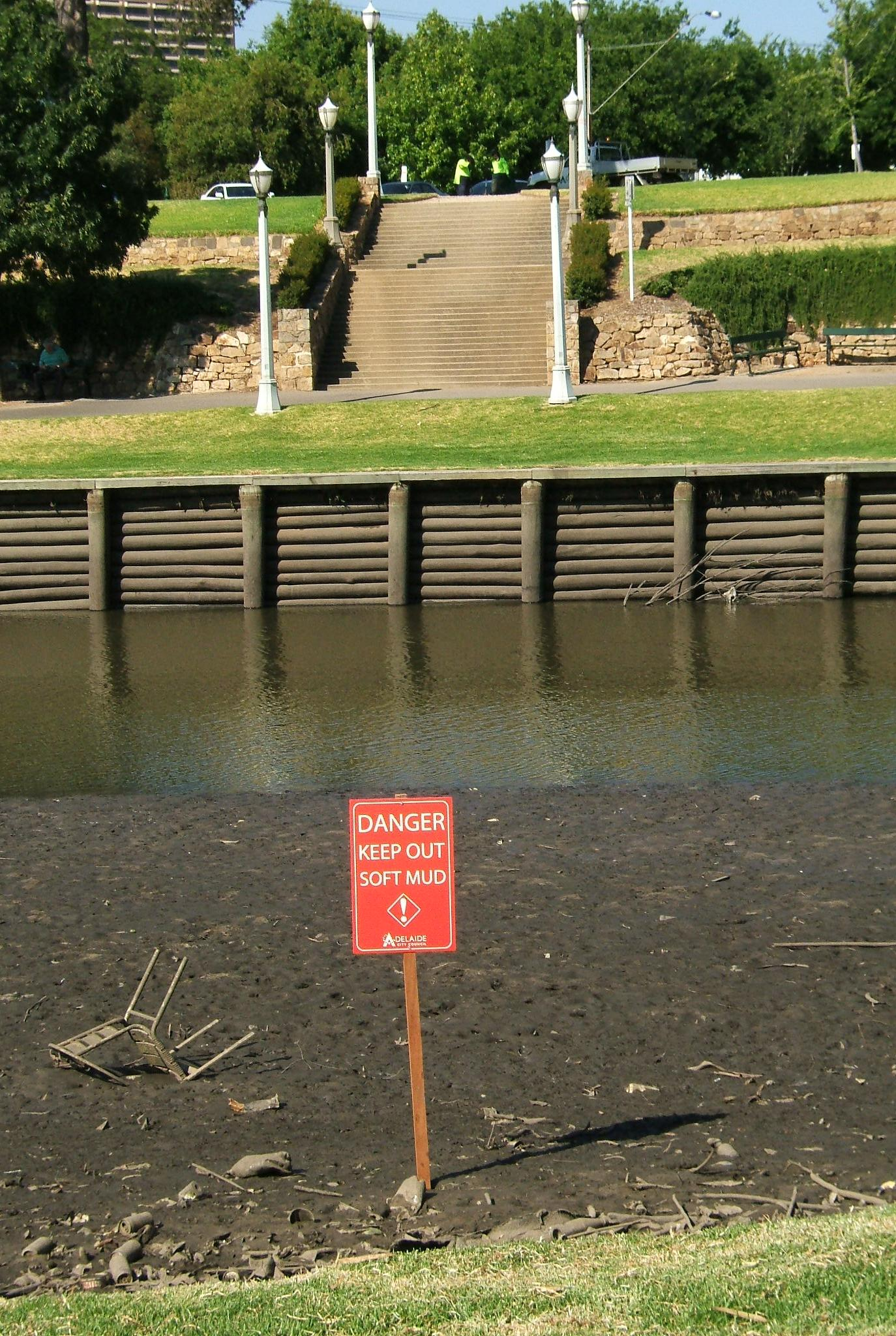
Río Torrens (Australia). En la imagen se observa la contaminación de sus aguas.

Se denomina impacto hidrosférico a la modificación de las características de un medio acuático. Estas modificaciones pueden repercutir en la salud y el bienestar de las personas y en el medio ambiente. Uno de los principales factores para que pase esto es la contaminación de acuíferos, que en los países desarrollados está parcialmente controlado, pero en los países en vías de desarrollo.
Un agua se considera contaminada cuando su composición o estado natural se ven modificados, de tal modo que esta pierde las condiciones aptas para los usos que estaba destinada. El 72 % de los ríos, lagos y arroyos del mundo están contaminados por vertidos urbanos o industriales, provocando la transmisión de más de la mitad de enfermedades infecciosas que se conocen.
La contaminación de las aguas se debe a diversas causas, que, curiosamente están relacionadas con el ser humano:
- Una de las causas, son los vertidos de aguas residuales urbanas a los medios acuáticos.

- Otra causa importante son los vertidos industriales. Estos en algunos casos son muy contaminantes como en el refinado del petróleo, la industria de la metalurgia, las industrias de papel, las químicas y farmacéuticas. Podemos observar que muchas industrias de países desarrollados construyen sus fábricas en países subdesarrollados en los que hay menos controles ambientales.

- Por otra parte los vertidos de las explotaciones ganaderas, con grandes cantidades de parásitos en el estiércol y los vertidos de aguas residuales agrícolas, con fertilizantes, abonos, plaguicidas, entre otros.

- Otras causas son: el uso de embarcaciones a motor, que afectan al plancton por los hidrocarburos y la agitación de ésta. La construcción de presas que provoca alteraciones en el medio acuático, y las explotaciones mineras que vierten compuestos contaminantes, sobre todo metal.

Cuando los residuos son vertidos a lugares concretos se habla de fuentes puntuales, y cuando se descargan sobre una región extensa se habla de fuente dispersa.